# Дрібнотка розчепірена
Дрібнотка розчепірена (Cephaloziella divaricata) — вид печіночників порядку юнгерманіальних (Jungermanniales).

## Поширення
Батьківщиною є Європа, Макаронезія, Азія, Північна Америка, Південна Америка.
Передусім населяє світлі та сухі місця. Віддає перевагу кислим гумусним маловапняним ґрунтам. Однак його також можна зустріти на сильно забруднених скелях і на піщаних або глинистих ґрунтах.

## Характеристика
Вид розпростертий або злегка височіє, темно-зелений або коричневий, утворює килимки чи вкраплюватися між іншими мохами. Вони виростають лише до 1 см в довжину і ≈ 0,7 мм в ширину. Пагін має кілька розсіяних ризоїдів (столони). Листки, приблизно наполовину розділені на дві частки, стоять на пагоні під кутом 45° поперечно і вертикально. Цей вид можна відрізнити від інших видів Cephaloziella за нижніми листками, які завжди присутні, хоча вони можуть сильно відрізнятися за формою та розміром. Часто зустрічаються двоклітинні виводкові тіла від зеленого до коричневого кольору, які мають середній розмір приблизно від 15 до 25 мкм.